# Hansens Gamle Familiehave
Hansens Gamle Familiehave er en restaurant, der ligger på Frederiksberg i det sydøstlige hjørne af Frederiksberg Have, dér hvor Pile Alle møder Valby Bakke ved Frederiksberg Slot.
Havens hovedhus er fra ca. 1630 og blev oprindelig beboet af ansatte på slottet. I 1850 fik kongelig materielkusk M. Hansen af kong Frederik 7. bevilling til at sælge kaffe og te "til almuens glæde". Et par år senere blev der også givet bevilling til at sælge bayersk øl. Stedet blev et sted, hvor Københavns nye borgerskab, der var taget på udflugt på landet, kunne købe en forfriskning.
En stamgæst blev Robert Storm Petersen, hvoraf der i haven er en statue skåret i elmetræ af Ole Bülow i 1998. Det var også her, at Poul Nyrup Rasmussen og Lone Dybkjær på et uformelt pressemøde i 1996 offentligt bekendtgjorde deres forlovelse.
Hansens Gamle Familiehave betegnes sammen med Krøgers Familiehave og M.G. Petersens Familiehave som De Små Haver.

## Havens indehavere
- Familien M. Hansen (Far, søn og hustru) 1850 – 1915
- Valborg J. V. Hansen (Datter) 1915 – 1934
- Hariet C. S. Petersen (født Hansen, søster) 1934 – 1944
- Gerda A. Sifka (født Petersen, datter) 1944 – 1945
- Einar C. Larsen 1945 – 1950
- Elma M. Christiansen 1950 – 1955
- Martin P. K. Østergaard 1955 – 1962
- Karl K. Christensen (Faruk) 1962 – 1990
- Grethe Rasmussen 1991 – 1993
- Solveig Næss / Freddy Bach 1994 -1996
- Familien Christensen 1997 -